# Homalothecium arenarium
Homalothecium arenarium är en bladmossart som beskrevs av E. Lawton 1965. Homalothecium arenarium ingår i släktet lockmossor, och familjen Brachytheciaceae. Inga underarter finns listade i Catalogue of Life.